# 南山
南山（ナムサン）は、大韓民国の首都ソウル特別市の、中区と龍山区に跨る山。標高は海抜270.85メートルでソウル中心部に位置し、ソウルのランドマークとしても知られる。
南山ケーブルカーで頂上まで登れる。また、階段もあり、途中の見晴台から市内を望むことができる。
韓国の諺に“南山から石を転すと、金氏の家でなければ李氏の家に入る”というものがある。韓国人の姓に「金」と「李」が特に多いことを示すものである。

## 施設
頂上にはNソウルタワーが建つ。ソウル市内・周辺向けのテレビ・FMラジオ放送電波は、ここから送信されている。
朴正煕政権下の中央情報部（KCIA、現・国家情報院）は、その所在地から「南山」（ナムサン）と通称された。また、北朝鮮による日本人拉致のための乱数放送のオープニングに使われた歌曲は、「南山の青い松」であった。
日本統治時代には南山の中腹に官幣大社の朝鮮神宮が建てられ、他にも国幣小社京城神社と京城護国神社があった。独立後はその跡地付近に金九の銅像と安重根義士記念館、慰安婦像が建てられた。

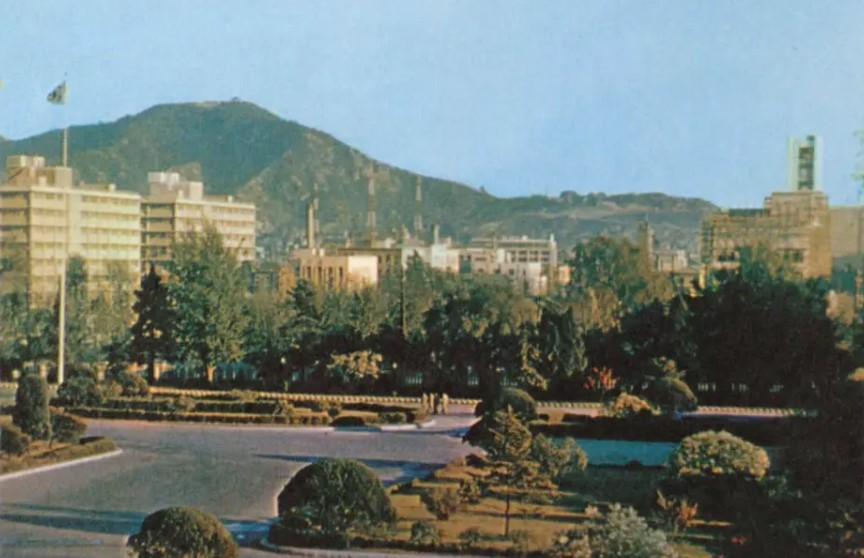
中央情報部（KCIA）があった時代の南山
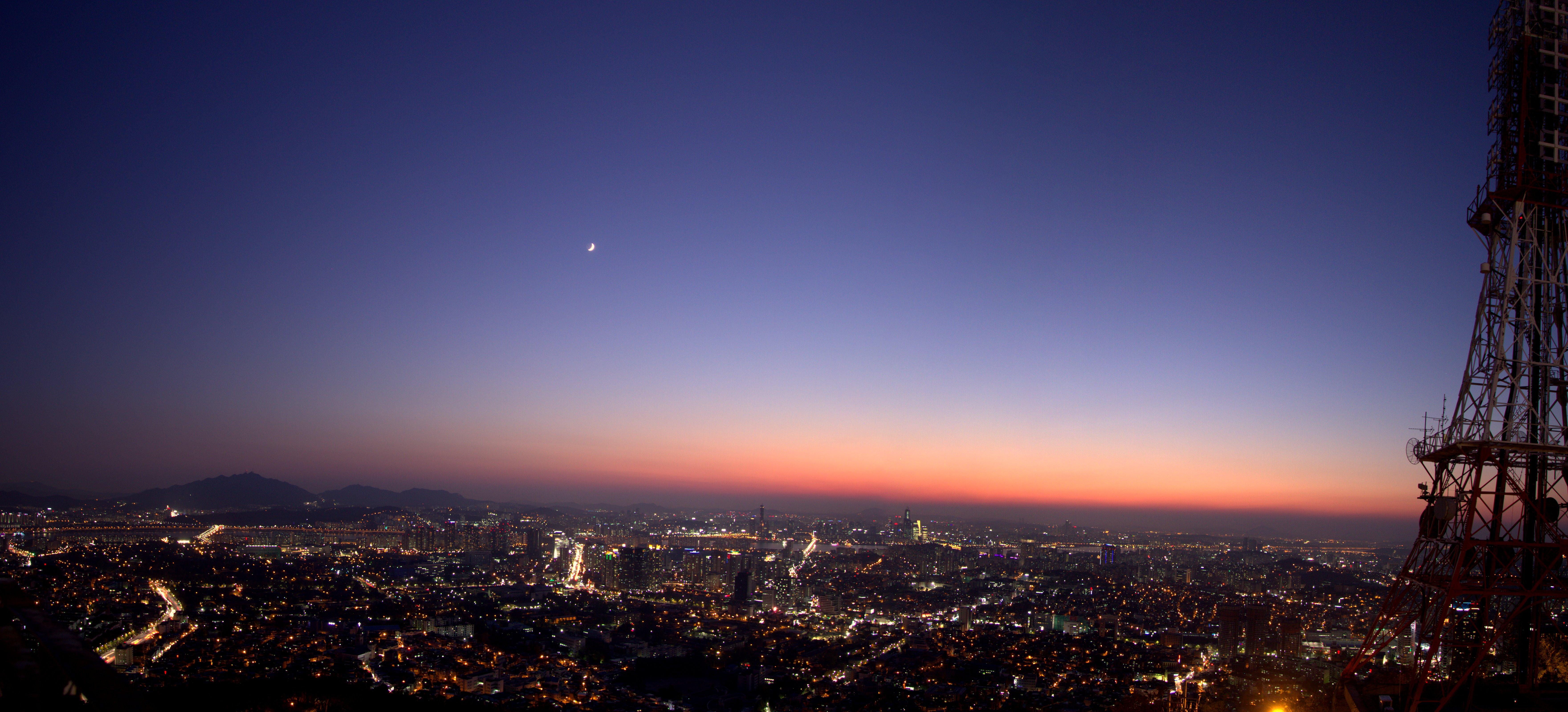
南山公園からのソウル市の眺め
Nソウルタワー